# Pressupost amb perspectiva de gènere
El pressupost amb perspectiva de gènere (PPG), també conegut com pressupost amb sensibilitat o enfocament al gènere, consisteix a aplicar la transversalitat de gènere al procés d'elaboració de pressupostos. El pressupostat amb perspectiva de gènere és una estratègia i un procés que té com a fi, a llarg termini, aconseguir objectius d'igualtat de gènere. També s'analitza com es visibilitza l'equitat de gènere en els objectius i prioritats governamentals, com s'insereix la política d'equitat de gènere en aquestes prioritats i quin reflex té en l'execució de les polítiques públiques .
L’objectiu principal de l'eina és realitzar una anàlisi dels pressupostos basat en el gènere, amb la incorporació de la transversalitat de gènere a tots els nivells del procés pressupostari i la reestructuració dels ingressos i les despeses per tal de promoure la igualtat de gènere.
El procés dels pressupostos de gènere es basa en:
- Una visió present en tot el procés polític i pressupostari.
- La importància del moment d’introducció de la perspectiva de gènere al procés.

## Anàlisi de gènere: instruments i limitacions
L'anàlisi del pressupost amb perspectiva de gènere té com a objectiu exposar les oportunitats que es presenten per a les dones i els homes i veure si aquestes oportunitats són o no equitatives. Inclou tots els esforços realitzats per avaluar com els pressupostos reconeixen i responen a les relacions de gènere i a les necessitats diferenciades dels diversos grups poblacionals i, per tant, pot utilitzar-se per avaluar la prioritat donada a la igualtat de gènere i a l'avançament de la dona en la distribució de les despeses.
S’utilitzen diversos instruments per realitzar una anàlisi amb perspectiva de gènere al pressupost :
1. Avaluació de polítiques des de la perspectiva de gènere
2. Avaluació dels beneficiaris desagregats segons el gènere
3. Anàlisi de la incidència del gasto públic desagregat segons el gènere
4. Anàlisi de la incidència fiscal desagregada segons el sexe
5. Anàlisi desagregat segons el gènere de l’impacte del pressupost sobre l’ús del temps
6. Marc de polítiques econòmiques de mig pla amb enfocament de gènere
7. Informe pressupostari amb enfocament de gènere

Per altra banda, també trobem limitacions en la seva implementació:
- Manca d’informació desagregada per sexe.
- Invisibilitat de la persona beneficiària.
- Informació insuficient per a l’anàlisi.
- Dificultats de mesurament de l’impacte de gènere.
- Manca de coneixement en l’àmbit del gènere.[5]

## Països pioners en la implementació de PPG
Tot i sembla quelcom de l’actualitat, els pressupostos amb perspectiva de gènere portant formant part de l’agenda política global durant més de 20 anys. Les aportacions i iniciatives no únicament han vingut per part de l’àmbit governamental, sinó també d’organitzacions i societats civils.
- Austràlia: Va començar amb una iniciativa pilot l’any 1984 i al 1987 va presentar una Declaració Anual del Pressupost de Dones com a part del seu document pressupostari federal. L'èmfasi en els aspectes de gènere sorgeix com a iniciativa d’activitats d’igualtat per part de les que en aquell moment eren les funcionàries i ministres del govern.
- Regne Unit: La Secretaria de la Mancomunitat Britànica es va crear per promoure entre els governs l’anàlisi de gènere en els pressupostos com a resposta al desafiament de la reestructuració econòmica.
- Sud-àfrica: Impulsada per una coalició d’activistes de la societat civil i parlamentaries, encarregada de coordinar l’anàlisi de gènere del pressupost, particularment per Pregs Governder, ex integrant del comitè Parlamentari Permanent sobre Economia, i Debbie Budlender, la l’ONG d’investigació de polítiques Community Agency for Social Enquiry. Aquesta iniciativa fou el resultat d’una intensa mobilització de les dones sud-africanes de la Coalició Nacional de Dones en els moments finals del apartheid.
- Uganda: La Inter-Agency Planning Group (IPG) que va començar l’any 1997, ha representat l'experiència de Vanguardia del Furo de Dones en Democràcia (FOWODE), una ONG creada per dones parlamentaries. La IPG, amb la col·laboració d’investigadores de la Universitat de Makere i planificadores governamentals, va dur a terme un estudi en els sectors de l'educació, la salut i l'agricultura, elaborant informes i instruccions sobre polítiques que van ser utilitzats per parlamentaris en les seves avaluacions de pressupost.[4]

### El PPG com a forma de complir els requisits legals de la UE?
El pressupost amb perspectiva de gènere no cal específicament com a metodologia durant la programació i implementació de programes de fons de la UE. No obstant això, és la forma més completa i transparent de complir els requisits i deures en matèria d’igualtat de gènere definits per la normativa de fons de la UE.
Aquests requisits, establerts a la proposta de la Comissió sobre el Reglament de Disposicions Comuns (RCP) (COM (2018) 375 final) com a base per a tots els programes de fons de la UE, inclouen:
- l'exigència de considerar la igualtat de gènere com un principi horitzontal;
- la definició de socis que participaran en els processos de programació i la implementació dels programes, inclosos els "òrgans responsables de la igualtat de gènere";
- el deure de les autoritats de gestió d '"establir i aplicar criteris i procediments no discriminatoris, transparents, que garanteixin la igualtat de gènere" (article 67).[2]